# Фрайбурзький собор
47°59′44″ пн. ш. 7°51′08″ сх. д. / 47.995556° пн. ш. 7.852222° сх. д.

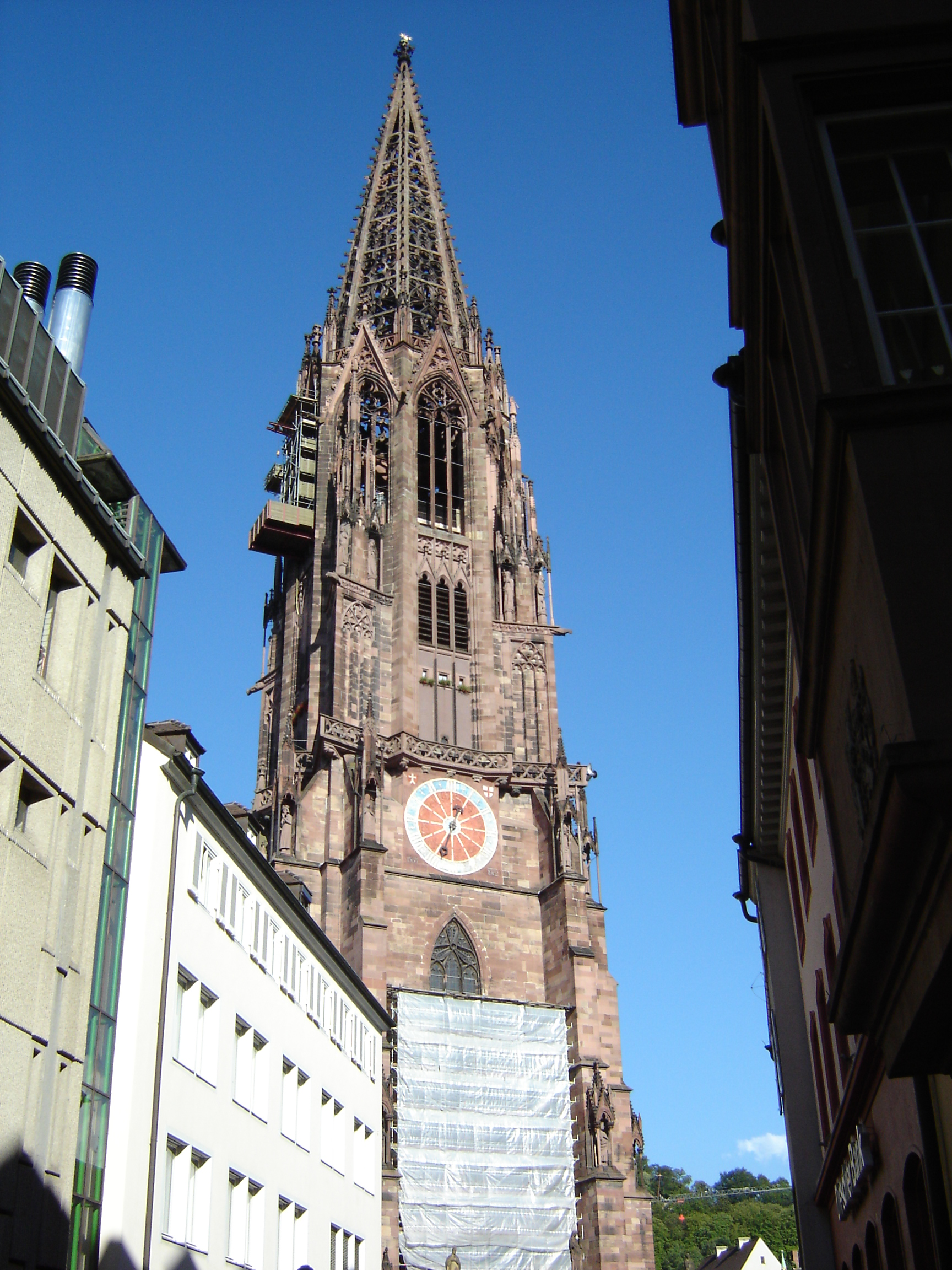

Фрайбурзький кафедральний собор (нім. Freiburger Münster, Münster Unserer Lieben Frau) — кафедральний собор міста Фрайбурга, що на південному заході Німеччини.
Будівництво собору розпочалося близько 1200 року у романському стилі за наказом герцога Бертольда Церінгена, а 1230 року продовжилось у готичному. Собор частково побудований на фундаменті церкви, що була побудована у 1120 році у часи заснування міста.
Швейцарський історик Якоб Буркгардт якось сказав, що 116 метрова вежа церкви завжди залишатиметься найкрасивішим шпилем на планеті. Його слова часто можна почути у перекрученій формі, що ця вежа є найкрасивішою у всьому Християнстві.
Це єдина в Німеччині готична церковна вежа, що була завершена у Середні віки (1330) і збереглась до теперішнього часу. Будівля, зокрема, дивовижним чином пережила бомбардування у листопалі 1944 року, коли були зруйновані всі будівлі на захід і на північ. Тоді вежа зазнавала сильних коливань, однак витримала їх завдяки своїм конструктивним особливостям. Вціліли також оригінальні вітражі, оскільки були зняті співробіниками церкви.

## Галерея

Фрайбурзький собор
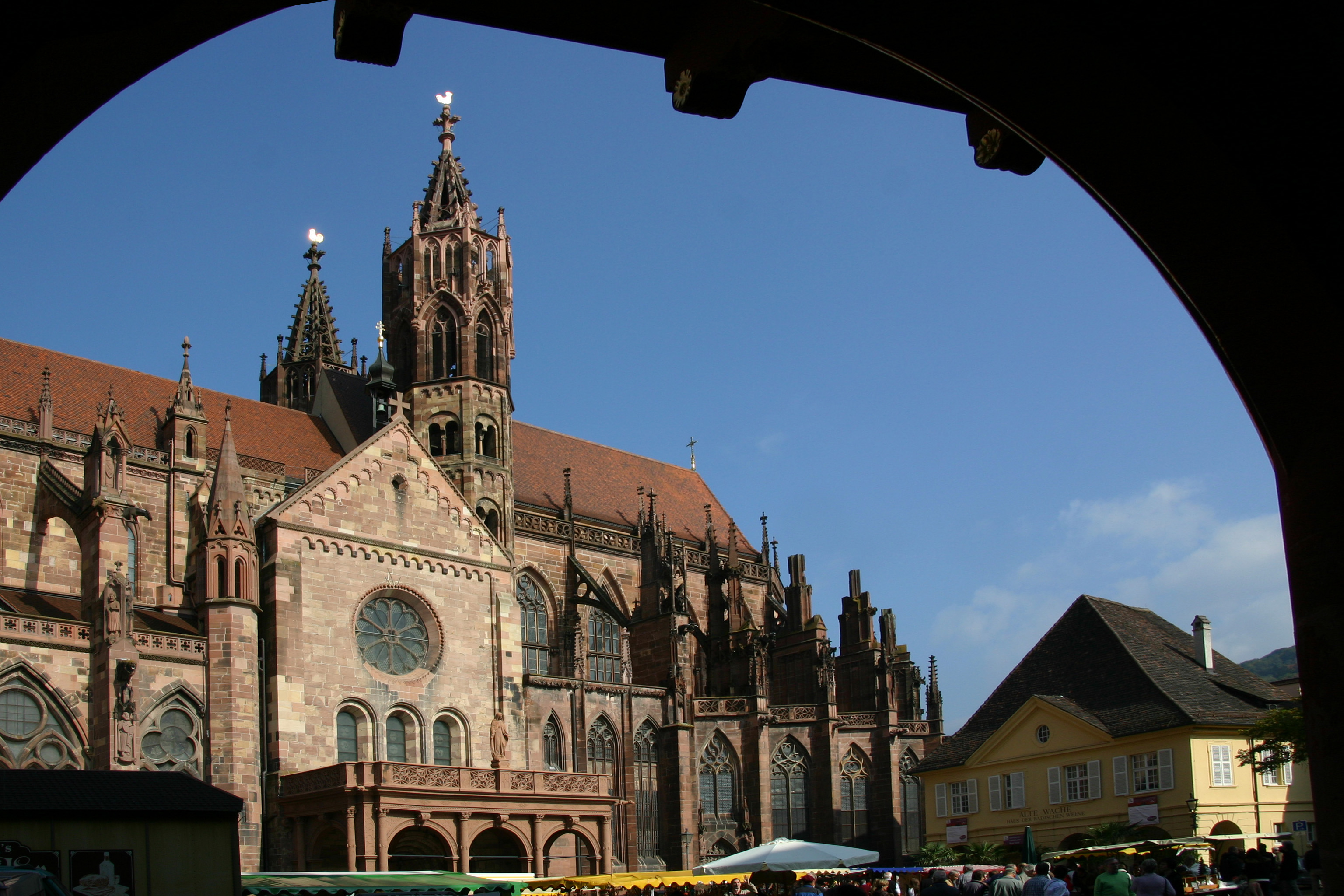
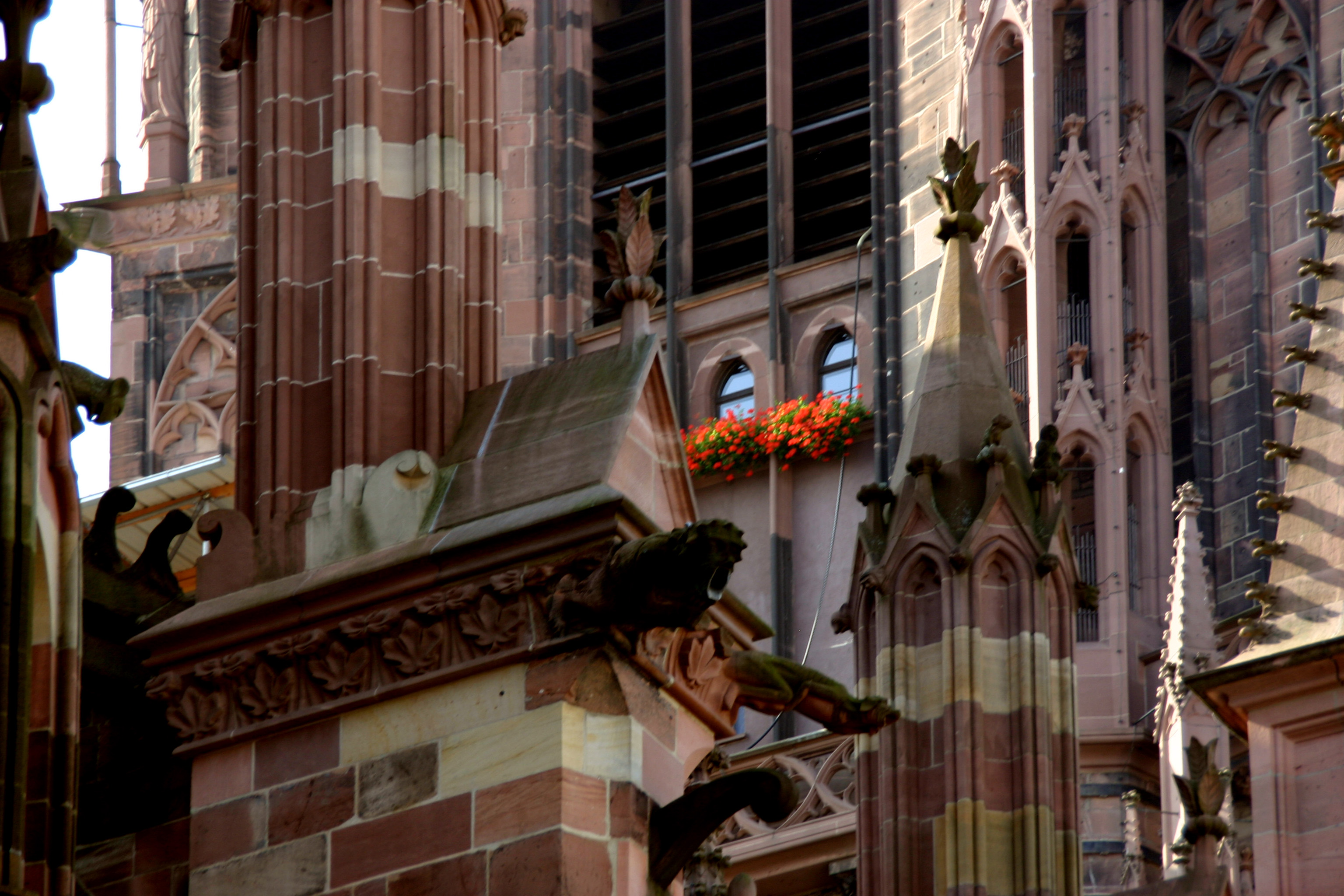
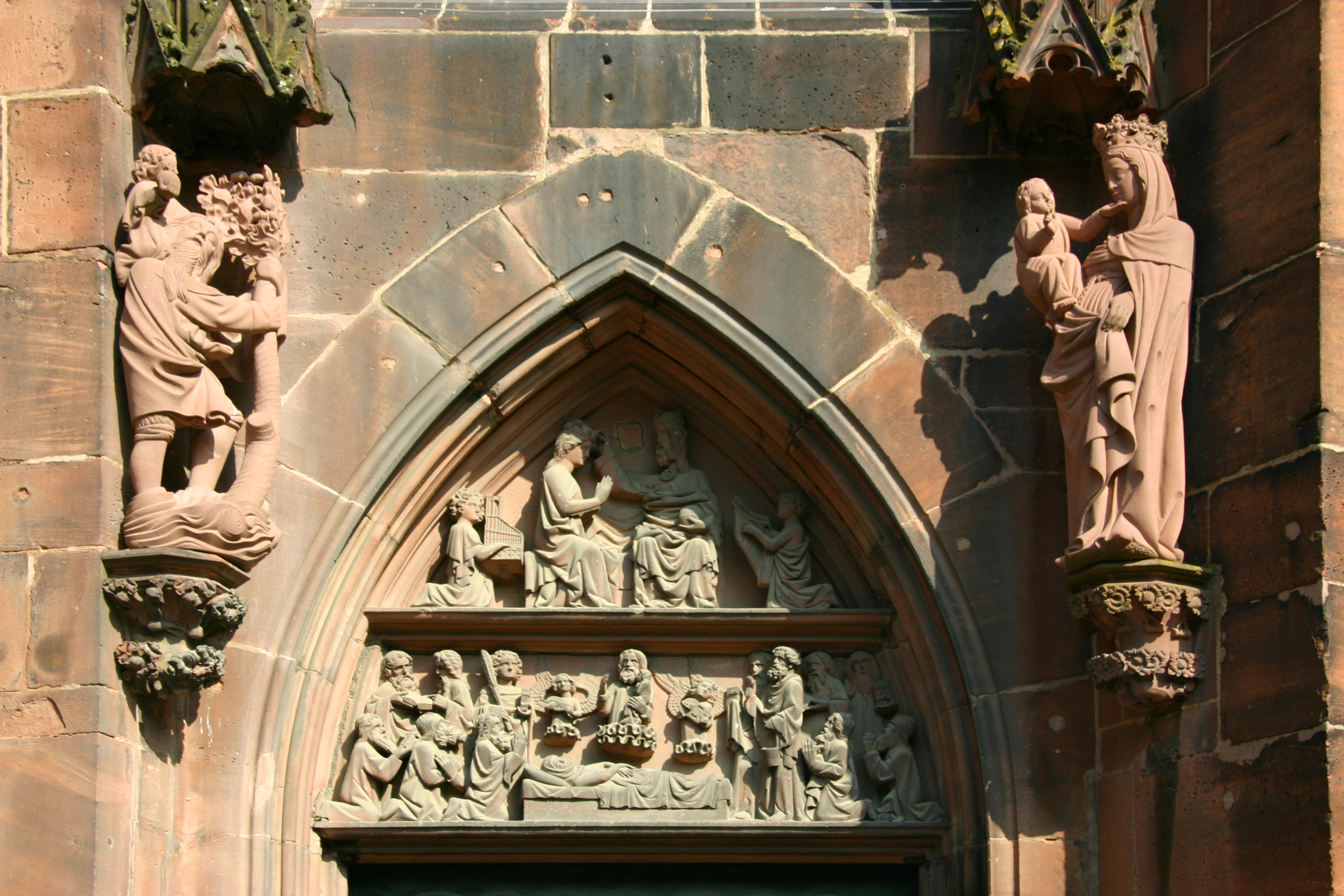
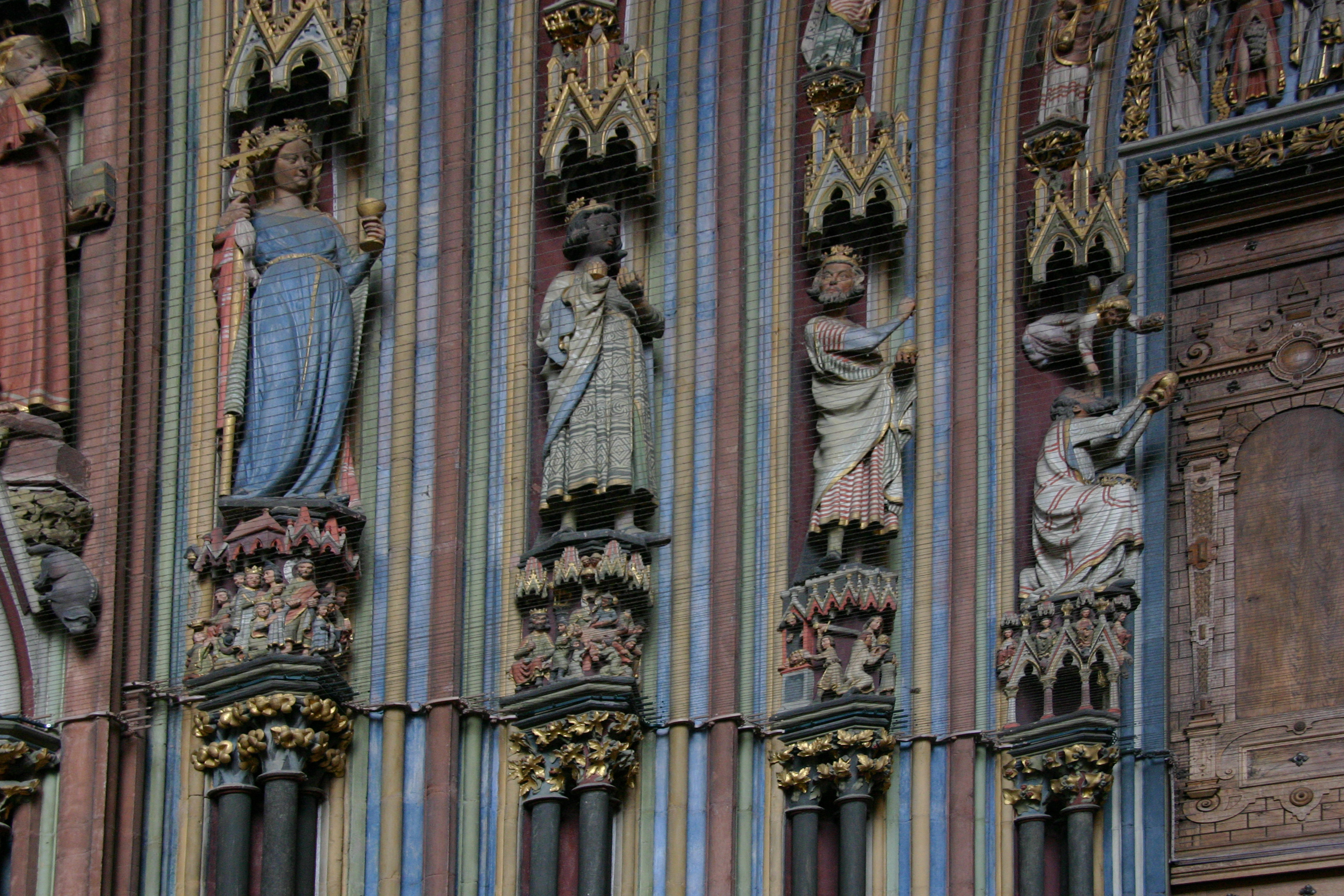
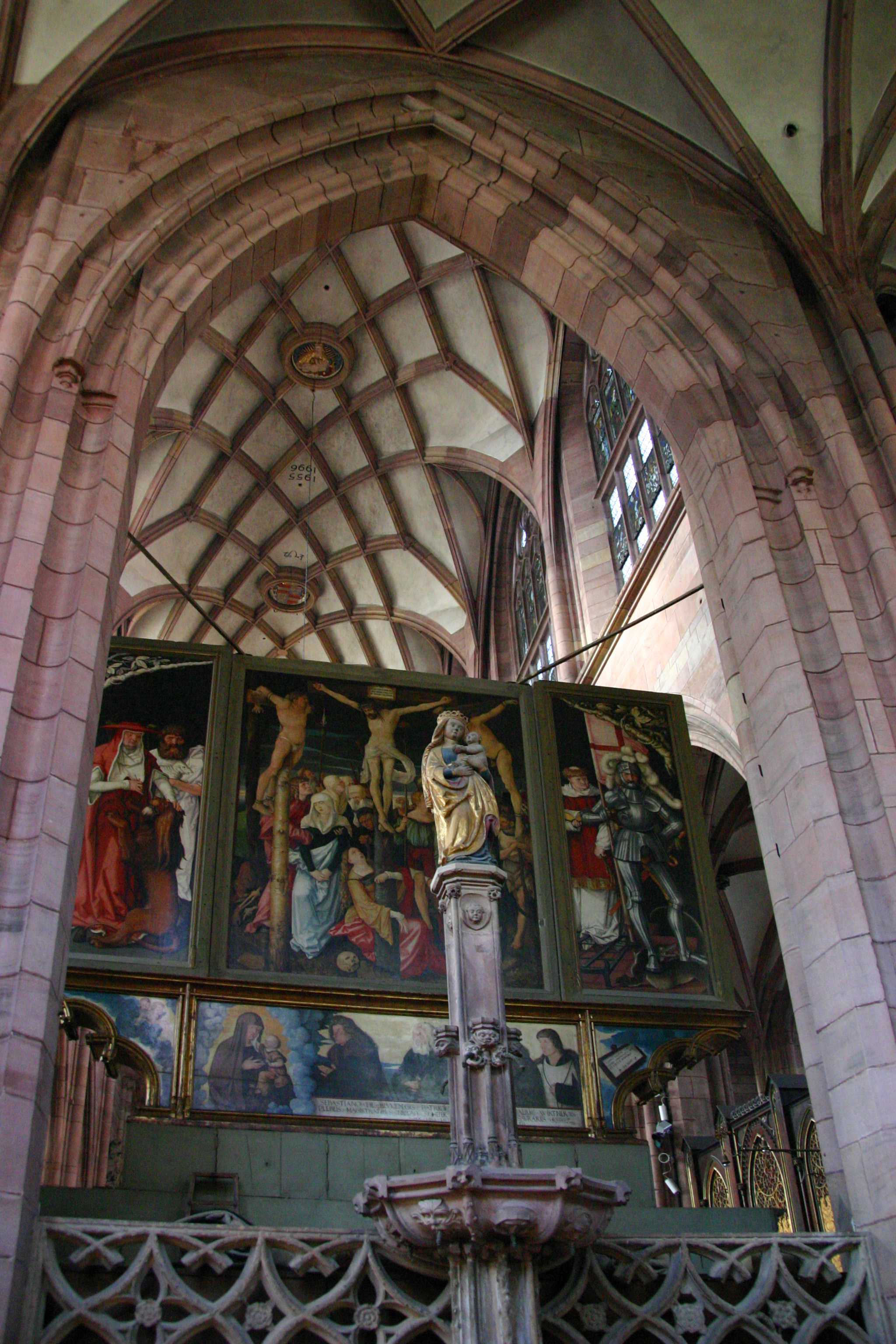
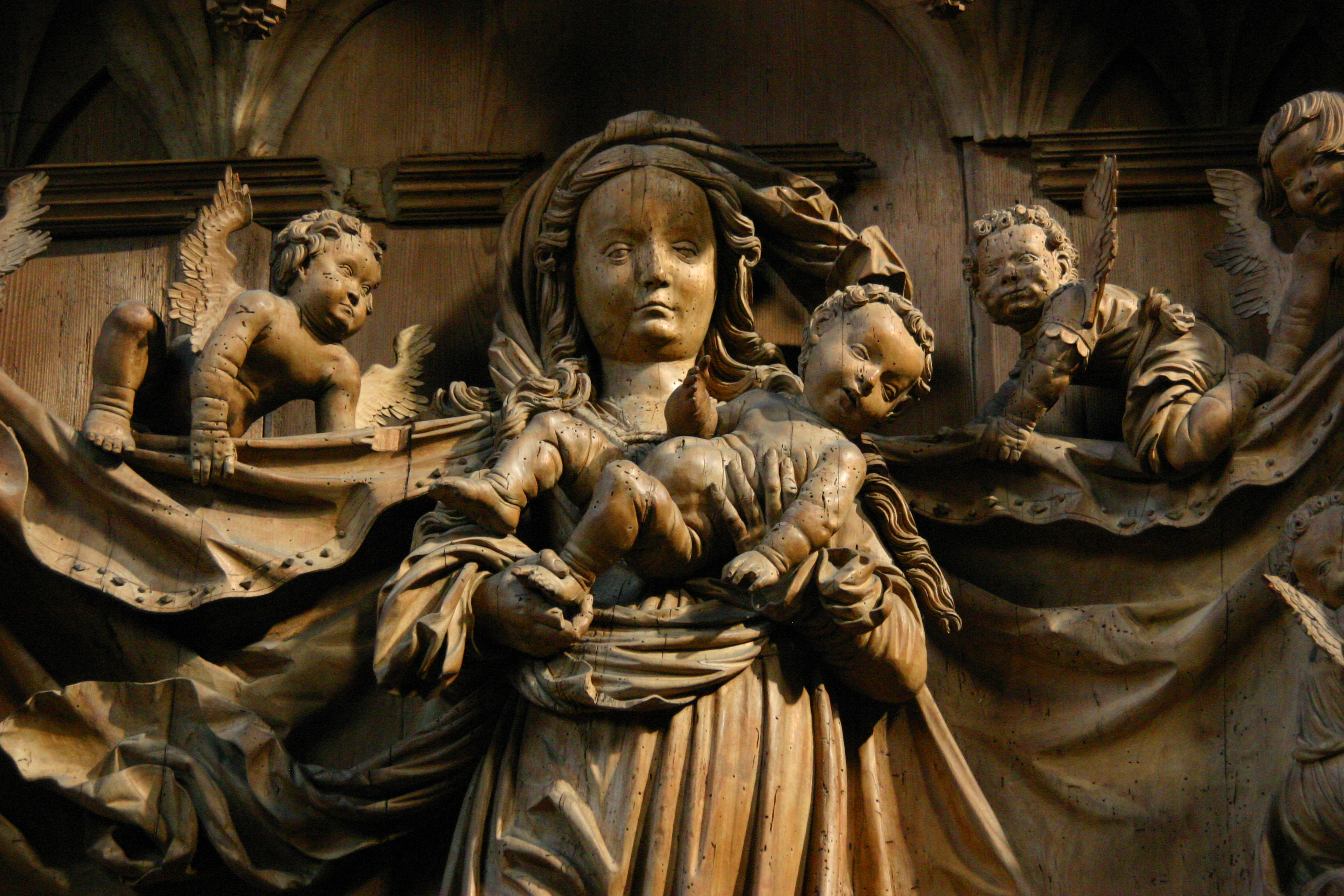
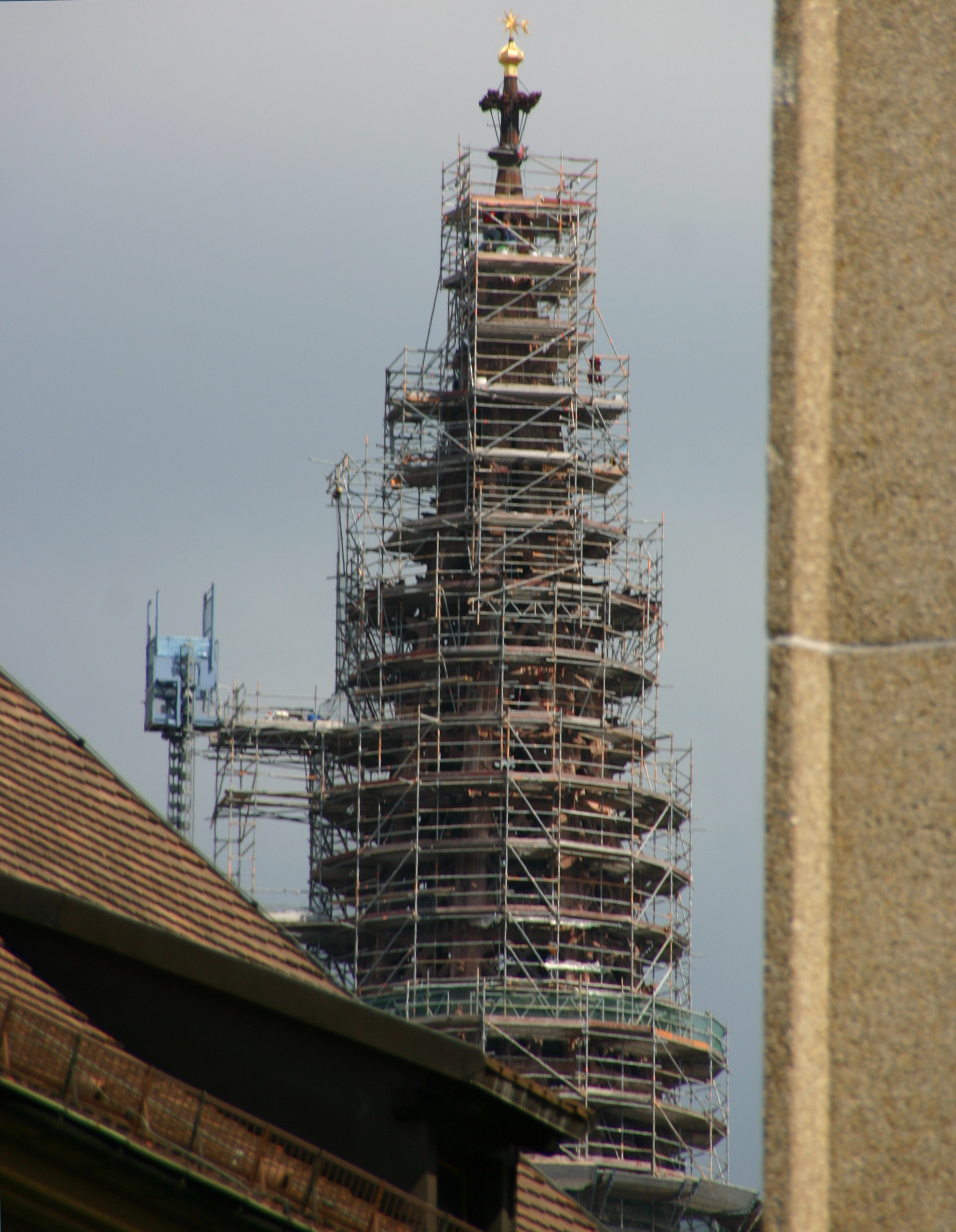
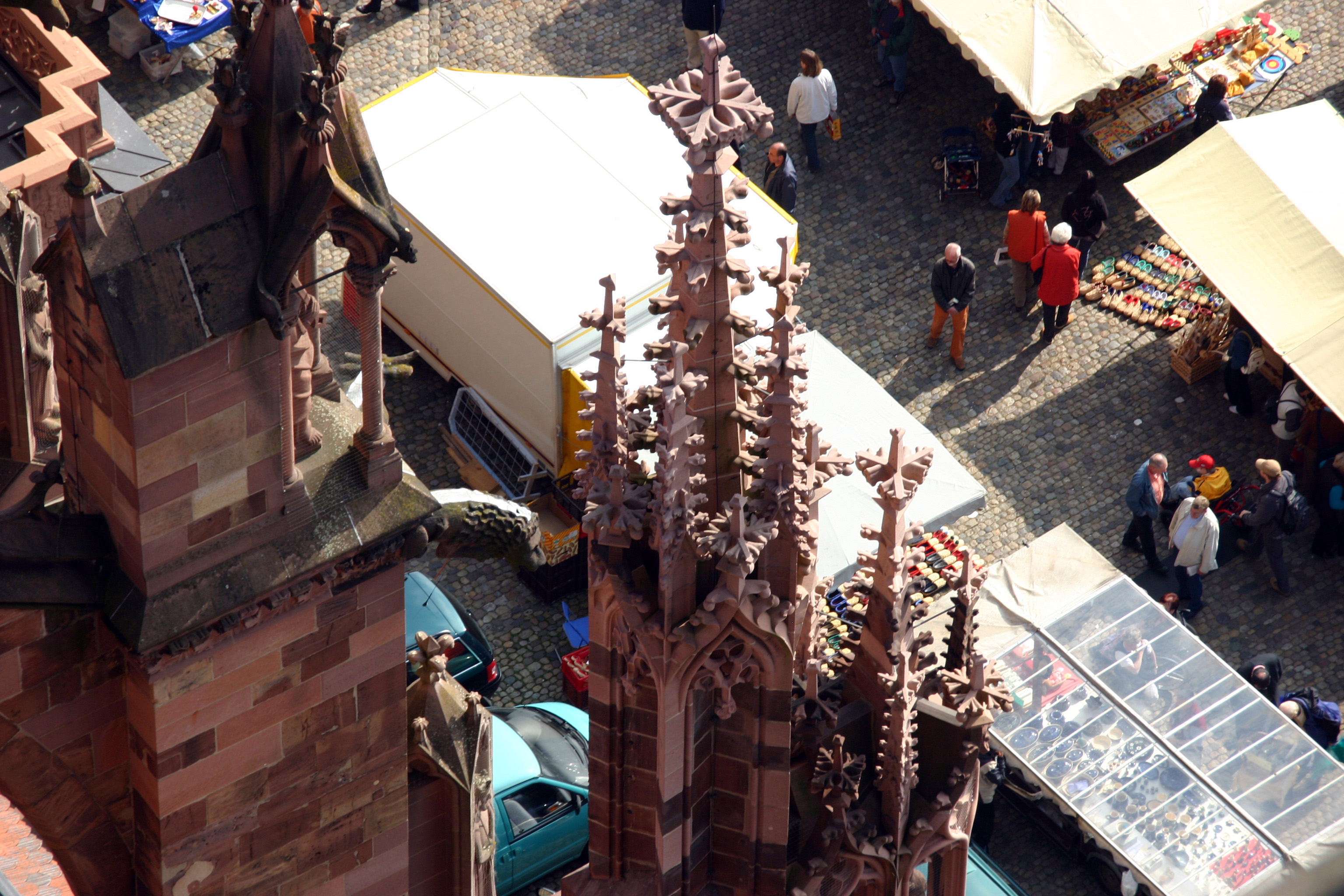